# Doug Mowat
Doug Mowat é um diretor de arte britânico. Como reconhecimento, foi nomeado ao Oscar 2011 na categoria de Melhor Direção de Arte por Inception.